# آسکلپیادس بیتونیایی

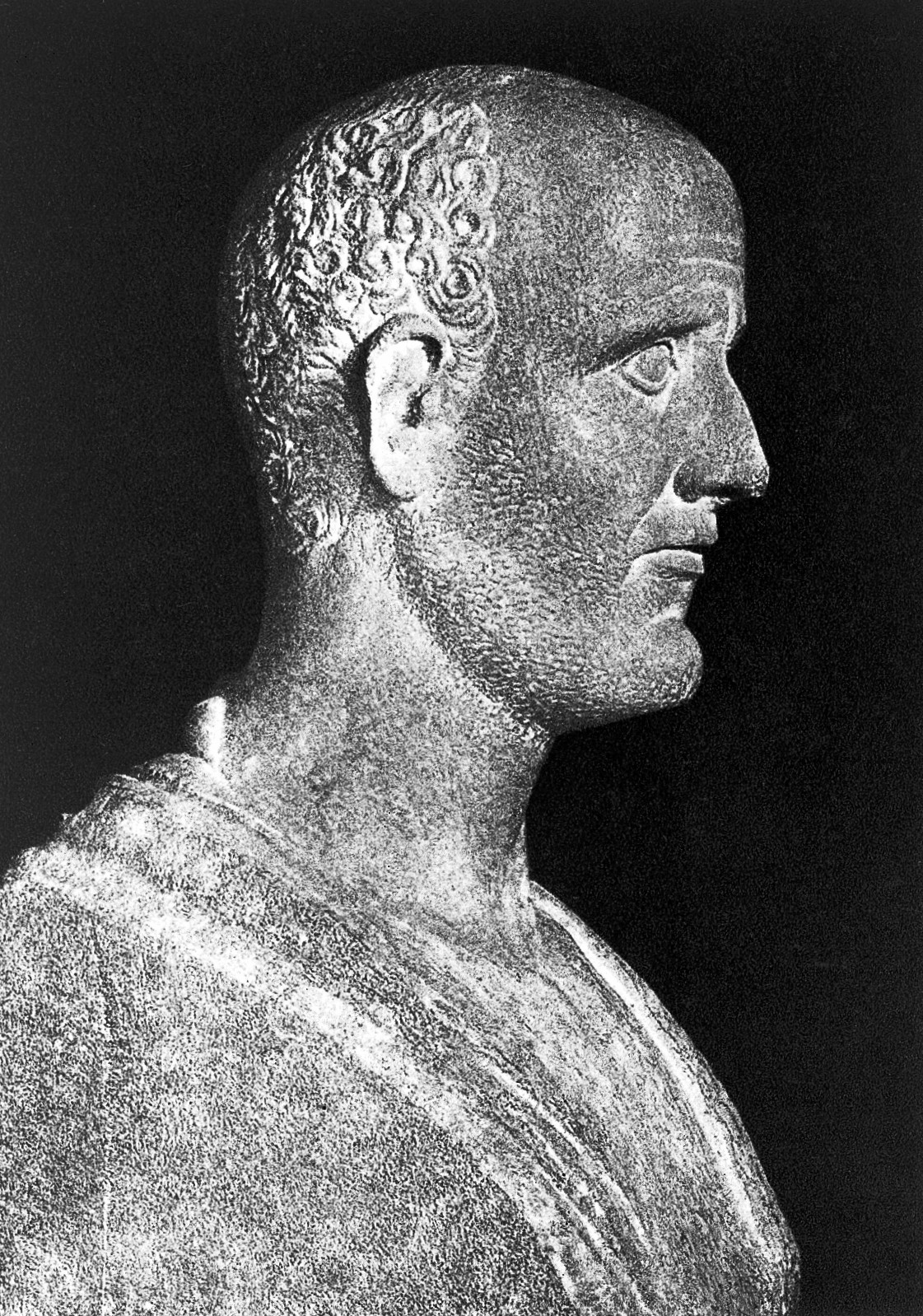
پیکره‌ای از آسکلپیادس

آسکلپیادس بیتونیایی (Asclepiades of Bithynia) پزشک یونان باستان.(زادهٔ ۱۲۴پ م- درگذشته ۴۰ پ م)، در پروسا زاده شد و طب یونانی را به روم برد. آموزش‌هایی در فلسفه و خطابه دید، ولی در مقام پزشک شهرت یافت و طب تا دورهٔ جالینوس، تحت تأثیر نظرات او بود.
او مخالف نظریهٔ مزاج بقراط بود و عقیده داشت حالت‌های گوناگون ذرات جامد باعث بروز بیماری‌ها می‌شوند. نظریهٔ او الهام گرفته از فرضیهٔ اتمی دموکریتوس، فیلسوف یونانی بود.
آموزه های اپیکور توسط این پزشکِ اپیکوری آسکلپیادس- اولین پزشکی که طب یونانی را به روم معرفی کرد- وارد فلسفه و طبابت شد. او رفتار دوستانه، دلسوزانه، خوشایند و بدون درد بیماران را معرفی کرد و از درمان انسانی با اختلالات روانی حمایت می کرد، افراد دیوانه را از حبس آزاد می کرد و آنها را با درمان های طبیعی مانند رژیم غذایی و ماساژ درمان می کرد. آموزه های او به طرز شگفت آوری مدرن است. بنابراین آسکلپیادس به عنوان یک پزشک پیشرو در روان درمانی، فیزیوتراپی و پزشکی مولکولی تلقی می شود.
آسکلپیادس عقیده داشت که ایجاد هماهنگی در اجزای بدن با استفاده از نور، هوای تازه، رژیم غذایی، ماساژ و ورزش امکان‌پذیر است. و همانطور که بیان شد، وی پیشرو استفاده از روش‌های انسانی در درمان دیوانگان بود و آن‌ها را از زندان‌های تاریک بیرون آورد.